# Polona Juh
Polona Juh, slovenska gledališka in filmska igralka, * 2. junij 1971, Ljubljana.

## Življenjepis
Rojena je bila leta 1971 v Ljubljani. Je hči znanih gledaliških igralcev Mojce Ribič in Borisa Juha. Po končani Srednji pedagoški šoli in Srednji baletni šoli v Ljubljani je vpisala študij igre na Akademiji za gledališče, radio, film in televizijo, kjer je tudi diplomirala. Od leta 1995 je stalna članica (zadnjih nekaj let prvakinja) igralskega ansambla SNG Drama Ljubljana. Njen partner Saša Tabaković je prav tako igralec. 
Do sedaj je ustvarila prek sto različnih gledaliških in filmskih vlog, med njimi več naslovnih. Prejela je tudi več domačih in mednarodnih nagrad.

## Pomembnejše gledališke vloge
- Hedwig v predstavi »Družinski album (Divja račka)«, H. Ibsen
- Ifigenija v predstavi » Ifigenija pri Tavrijcih«, Evripid
- Hanako v predstavi »Obisk«, J. Mišima
- Nežka v predstavi »Matiček se ženi«, A. T. Linhart
- Aglaja v predstavi »Idiot«, F. M. Dostojevski
- Miranda v predstavi »Vihar«, W. Shakespeare
- Celimena v predstavi » Ljudomrznik«, J. B. P. Molière
- Desdemona v predstavi »Othello«, W. Shakespeare
- Lepa Helena v predstavi »Kasandra«, B. A. Novak
- Julija v predstavi »Romeo in Julija«, W. Shakespeare
- Rosalinda in Ganimed v predstavi »Kakor vam drago«, W. Shakespeare
- Agrafena Aleksandrovna - Grušenjka v predstavi »Bratje Karamazovi«, F. M. Dostojevski
- Ana Karenina v predstavi »Ana Karenina«, L. N. Tolstoj
- Psihoterapevtka v predstavi »Razred«, M. Zupančič
- Dorina v predstavi »Tartuffe«, J. B. P. Molière
- Ruth v predstavi »Vrnitev domov«, H. Pinter
- Klitajmestra v predstavi »Oresteja«, Ajshil
- Elisabet Vogler v predstavi »Persona«, I. Bergman
- Sofja Jegorovna v predstavi »Platonov«, A. P. Čehov
- Šarlota v predstavi »Padec Evrope«, M. Zupančič
- Ofelija v predstavi »Hamlet«, W. Shakespeare
- Kesonija v predstavi »Kaligula«, A. Camus
- Lady Ana v predstavi »Rihard III + II«, W. Shakespeare, Pandur
- Frieda v predstavi »Grad«, F. Kafka
- Margareta v predstavi »Faust«, J. W. Goethe
- Saloma v predstavi »Saloma«, O. Wilde
- Margareta Rul v predstavi »Razbiti vrč«, H. von Kleist
- Ana Petrovna v predstavi »Ivanov«, A.P. Čehov

- Baronica Rozala v predstavi »Ta veseli dan ali Matiček se ženi«, A. T. Linhart
- Lidija v predstavi »Zid,jezero«, D. Jovanović
- Laura Lenbach v predstavi »V agoniji«, M. Krleža
- Olivia v predstavi »Kar hočete«, W. Shakespeare
- Ona v predstavi »Prah«, H. Pinter, E. Mahkovic, D. Šilec Petek

## Pomembnejše filmske vloge
- Jebiga (2000), kot Bazilika
- Pod njenim oknom (2003), kot Duša
- Uglaševanje (2005)
- Igra s pari (2009), kot Sonja
- Lahko noč, gospodična (2011), kot Hana
- Projekcije (2013), kot Nataša

Redno sodeluje v različnih radijskih igrah in radijskih nokturnih; svoj glas pa posoja tudi risanim likom in reklamam.

## Priznanja in nagrade
Za svoje delo je prejela več domačih in mednarodnih priznanj:
- "Zlata paličica« leta 1994
- "Sklad Staneta Severja« leta 1997
- "Zlati lovorov venec« v Sarajevu leta 2000
- "Zlati smeh« na Dnevih satire v Zagrebu leta 2000
- "Nagrada Prešernovega sklada« leta 2002
- "Vesna za glavno vlogo« na festivalu slovenskega filma leta 2003
- "Igralka leta« na festivalu slovenskega filma leta 2003 (podeljuje revija Stop)
- "Silver arrow za najboljšo žensko vlogo« na filmskem festivalu v Moskvi leta 2005
- "Borštnikova nagrada za igro« leta 2007
- "Župančičeva nagrada za umetniške dosežke« leta 2007 (podeljuje MO Ljubljana)
- "Borštnikova nagrada za igro« leta 2009
- "Vesna za glavno vlogo« na festivalu slovenskega filma 2009
- "Zlata Arena" za glavno žensko vlogo na Puljskem filmskem festivalu 2011
- "Borštnikova nagrada za igro" leta 2013
- "Borštnikova nagrada za igro" leta 2015
- "Žlahtna komedijantka" na 32. festivalu Dnevi komedije[2]
- "Borštnikova nagrada za igro" leta 2025